# Tell Brak

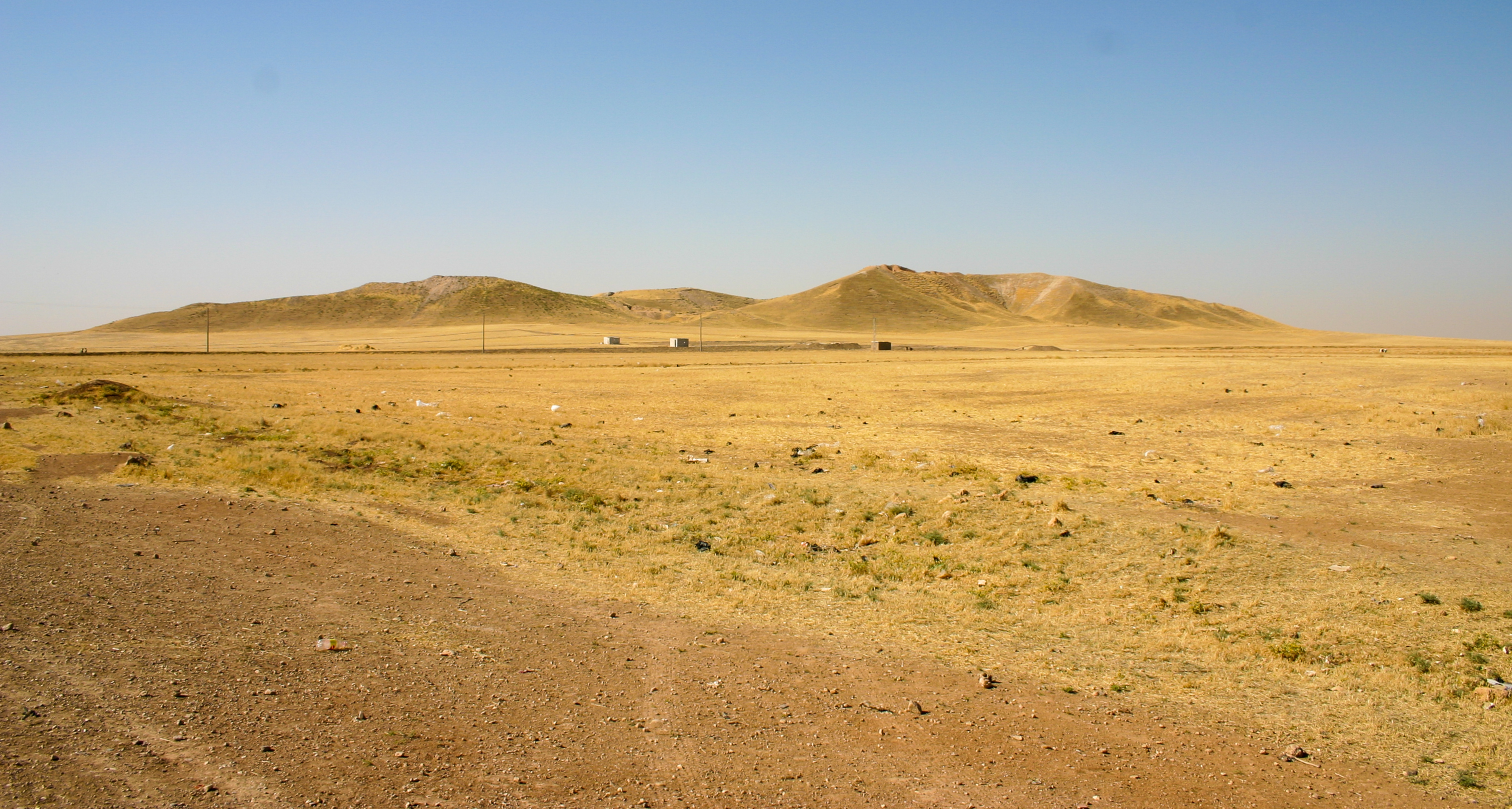
Sítio arqueológico de Tell Brak.

Tell Brak (Nagar, Nawar) foi uma cidade antiga na Síria; seus restos constituem um conto localizado na região de Alto Khabur, perto da moderna aldeia homônima, a 50 quilômetros a nordeste da cidade de Al-Hasaka, a província de Al-Hasakah. O nome original da cidade é desconhecido. Durante a segunda metade do terceiro milênio a.C., a cidade era conhecida como Nagar e, mais tarde, Nawar.
Começando como um pequeno assentamento no sétimo milênio a.C., Tell Brak evoluiu durante o quarto milênio a.C. em uma das maiores cidades da Alta Mesopotâmia e interagiu com as culturas da Baixa Mesopotâmia. A cidade encolheu em tamanho no início do terceiro milênio a.C. com o fim do período de Uruque, antes de se expandir novamente em torno de c. 2600 a.C., quando ficou conhecida como Nagar, e era a capital de um reino regional que controlava o vale do rio Khabur.
Nagar foi destruída em torno de c. 2300 a.C. e ficou sob o domínio do Império Acadiano, seguido por um período de independência como cidade-Estado hurrita, antes de se contrair no início do segundo milênio a.C.. Nagar prosperou novamente no século XIX a.C. e ficou sob o domínio de diferentes potências regionais. Em c. 1500 aC, Tell Brak era um centro de Mitani antes de ser destruída novamente pela Assíria por volta de 1300 a.C.. A cidade nunca recuperou sua importância desde então, permanecendo como um pequeno povoado e abandonada em alguns pontos de sua história, até desaparecer dos registros durante a era dos primeiros abássidas.
Diferentes povos habitaram a cidade, incluindo os halafeanos, semitas e os hurritas. Tell Brak era um centro religioso desde seus primeiros tempos; seu famoso Templo dos Olhos é único no Crescente Fértil, e sua principal divindade, Belet-Nagar, foi reverenciada em toda a região do rio Khabur, tornando a cidade um local de peregrinação. A cultura de Tell Brak foi definida pelas diferentes civilizações que a habitaram e era famosa por suas gemas esculpidas. Quando independente, a cidade era governada por uma assembleia local ou por um monarca. Tell Brak foi um centro comercial devido à sua localização entre a Anatólia, o Levante e o sul da Mesopotâmia. Foi escavado por Max Mallowan em 1937, depois regularmente por diferentes equipes entre 1979 e 2011, quando o trabalho parou devido à Guerra Civil Síria.